# فاطمة عزيز
فاطمة عزيز (1973 - 12 مارس 2021) طبيبة وسياسية أفغانية. في عام 2005 تم انتخابها في مجلس النواب بالبرلمان كممثلة لإقليم قندوز في أول انتخابات برلمانية حرة في أفغانستان منذ عقود. أعيد انتخابها في انتخابات 2010 و2018. عملت نائبة في البرلمان حتى وفاتها من مرض السرطان عام 2021.

## النشأة والتعليم
ولدت فاطمة عزيز عام 1973 لأبيها عبد العزيز في ولاية قندز بأفغانستان. كانت أفغانية طاجيكية. في عام 1987 أكملت تعليمها الثانوي في مدرسة نسوان الثانوية في قندز. حصلت على بكالوريوس الطب من جامعة كابول الطبية عام 1993.